# Groengronden
Groengronden zijn onbemeste graslanden in de beekdalen van het Nederlandse zandlandschap. De groengronden ontstonden op de lager gelegen terreindelen waar de hoge grondwaterstand akkerbouw onmogelijk maakte. Dit waren meestal de gronden nabij beken en werden daarom ook wel beekbezinkingsgronden genoemd. Door de hoge grondwaterstand kon de grond alleen gebruikt worden als grasland of hooiland. Vaak stonden er langs en op de groengronden eiken, waarvan de bast werd gebruikt in leerlooierijen. Andere benamingen voor groengronden zijn maten, meers, mars, mors, made, mede, broek of brook.
In de 19e eeuw werd de algemene term groengronden door W. C. H. Staring gebruikt voor lichte klei of zavel gronden nabij rivieren en beken in Salland en Twente, die zijn ontstaan uit de bezinkingen van deze waterstromen.